# Тост (фильм)
«Тост» (англ. Toast) — телефильм британского режиссёра С. Дж. Кларксон 2010 года, снятый по автобиографической книге кулинара Найджела Слэйтера. Демонстрировался на 61-й Берлинский международный кинофестиваль в 2011 году.

## Сюжет
История разворачивается в 1957 году в небольшом английском городке Вулвергемптон. Юнец Найджел Слэйтер обожает свою матушку, кулинарный талант которой оставляет желать лучшего. Её единственное съедобное кушанье — тост, тогда как её сын — настоящее кулинарное дарование. После смерти матери отец нанимает экономку Джоан Поттер, по подозрению Найджела, стремящуюся занять место его матери. Кроме того, миссис Поттер великолепная повариха, что также беспокоит мальчика и создаёт ему конкуренцию. Найджел нанимается поваром в небольшой ресторанчик, там он знакомится с сыном владелицы заведения. Очень скоро парень уходит с работы, но решил навестить бывших коллег. Разговорившись со Стюартом о том, кем они хотели бы стать в будущем, о выборе каждого. Стюарт целует его, доказав, что люди сами решают кем быть и Найджел отвечает взаимностью и предлагает встретиться ещё. Но он узнает, что у его друга есть девушка и ему нужно ехать учиться. Расстроенный парень возвращается домой и узнает о смерти отца. Обвинив в его смерти миссис Поттер мальчик собирает вещи, благодарит женщину и уезжает в другой город реализовать свои мечты стать кулинаром.

## Актёрский состав
| В ролях             |  | Персонаж                                |
| ------------------- |  | --------------------------------------- |
| Хелена Бонэм Картер |  | Джоан Поттер                            |
| Фредди Хаймор       |  | Найджел Слэйтер в подростковом возрасте |
| Кен Стотт           |  | папа                                    |
| Виктория Хэмилтон   |  | мама                                    |
| Оскар Кеннеди       |  | Найджел Слэйтер в детском возрасте      |
| Фрэйзер Хакл        |  | Уоррел                                  |
| Мэттью Макналти     |  | Джош                                    |
| Клэр Хиггинс        |  | Мэвис                                   |
| Бен Элдридж         |  | Стюарт                                  |